# Noi Puffi siam così
Noi Puffi siam così è l'ottantunesimo singolo discografico di Cristina D'Avena, pubblicato nel 2017.

## Il brano
Scritto da Alessandra Valeri Manera su musica di Max Longhi e Giorgio Vanni, Noi Puffi Siam Così è il titolo del nuovo singolo dell'artista bolognese utilizzato come canzone ufficiale italiana per il film I Puffi - Viaggio nella foresta segreta. 
Il titolo è un richiamo alla sigla del 1982, che vede così lo storico tormentone in una versione più dance, in modo da essere più vicina alla musica contemporanea. Dopo 35 anni dall'incisione della sigla Canzone dei Puffi, il nuovo singolo è l'undicesima canzone, dedicata alla serie dei Puffi, cantata dalla D'Avena.

## Tracce
Download digitale
Testi di Alessandra Valeri Manera, musiche di Max Longhi e Giorgio Vanni.
1. Cristina D'Avena – Noi Puffi siam così – 3:39

Durata totale: 3:39

## Video musicale
Il video della canzone è stato pubblicato per la prima volta dall'artista sulla sua pagina Facebook il 16 marzo ed è un insieme di clip provenienti dal film; inoltre, questa versione vede la traccia della canzone tagliata, mentre il 6 aprile ne è stata pubblicata una seconda versione in stile karaoke con la traccia audio completa.